# جيراردو مورينو
جيراردو مورينو (بالإسبانية: Gerardo Moreno)‏ هو لاعب كرة قدم مكسيكي، ولد في 29 نوفمبر 1993 في تامبيكو في المكسيك. لعب مع نادي مونتيري.

## وصلات خارجية
- جيراردو مورينو على موقع قاعدة بيانات كرة القدم.إي يو (الإنجليزية)
- جيراردو مورينو على موقع Soccerway.com (الإنجليزية)